# Чивитаквана
Чивитаквана (итал. Civitaquana) је насеље у Италији у округу Пескара, региону Абруцо.
Према процени из 2011. у насељу је живело 450 становника. Насеље се налази на надморској висини од 564 м.

## Становништво
Према резултатима пописа становништва 2011. у општини је живело 1.322 становника.
| 1931. | 1936. | 1951. | 1961. | 1971. | 1981. | 1991. | 2001. | 2011. |
| ----- | ----- | ----- | ----- | ----- | ----- | ----- | ----- | ----- |
| 2.377 | 2.575 | 2.748 | 2.198 | 1.601 | 1.373 | 1.377 | 1.395 | 1.322 |